# Festa della Toscana
La festa della Toscana è la festa regionale della Toscana, che si tiene ogni anno il 30 novembre.

## Storia
Il 21 giugno 2001 il consiglio regionale della Toscana ha approvato una legge (Legge Regionale 21 giugno 2001, n. 26) per celebrare, il 30 novembre, la  festa della Regione Toscana, una festa che vuole essere un omaggio a tutti coloro i quali si riconoscono nei valori della pace, della giustizia e della libertà, la cui voce echeggiava alle cinque della sera del 30 novembre 2000, giorno della prima celebrazione della festività, quando le campane hanno suonato a festa in tutta la Toscana per un laico rito della memoria.
La Regione, con in testa il suo capoluogo, infatti, ha istituito la festa commemorativa del 30 novembre, per ricordare il giorno in cui ricorre l'anniversario della riforma penale promulgata, a quella data nel 1786, da Pietro Leopoldo di Lorena, Granduca di Toscana dal 1765 al 1790.
Con tale riforma, che del granduca fu "monumento e gloria", secondo uno storico del primo Novecento, la Toscana divenne il primo Stato al mondo in cui si abolì la pena di morte, "conveniente solo ai popoli barbari" secondo Pietro Leopoldo.
(51° articolo della Riforma)
Con l'abolizione della pena di morte aveva anche termine l'uso della tortura e della mutilazione delle membra.
La fine dell'orrore era sancita e non poteva che esserlo "per sempre", come legifera il granduca, figlio di un secolo che tanta luce portò agli uomini. Questa legge, in parte ispirata al Codice giuseppino, trovava la sua fonte principale nelle concezioni filosofiche dell'illuminismo e soprattutto nell'opera più famosa dell'Illuminismo italiano, "Dei delitti e delle pene", che Cesare Beccaria ebbe in Toscana la possibilità di pubblicare per la prima volta, a Livorno, nel 1764.
(Antonio Zobi)
A conferma di quanto stabilito con la Riforma leopoldina, comandando il Granduca "la demolizione delle Forche ovunque si trovino" (art. 54°), con perfetto contrappasso finirono al rogo le forche e gli strumenti di tortura, segno tangibile, volutamente spettacolare, della nascita di una nuova epoca, della "morte della pena di morte" che in Firenze ebbe teatro nelle Prigioni del Bargello come ricorderà più tardi, nel XIX secolo, il pittore Giovan Battista Silvestri, dipingendo in acquerello i falò dei patiboli fra le severe bugne del Palazzo del Podestà.
Ai nostri giorni, nel cortile della Dogana di Palazzo Vecchio, il Comune di Firenze ha voluto collocare una lapide dove riprodurre un testo redatto subito dopo la promulgazione della legge, nel dicembre del 1786, proprio per una targa marmorea commemorativa. L'epigrafe settecentesca, composta dal georgofilo Giuseppe Pelli Bencivenni su richiesta di Francesco Seratti, il quale aveva curato la stesura finale della Riforma, così recita:
(Giuseppe Pelli Bencivenni)
Se a chiusura del Settecento era stato auspicato di porre la lapide nel punto esatto dove fino alla metà di quel secolo, a quanto ancora testimoniano un dipinto e una nota stampa di Giuseppe Zocchi, si eseguiva il "supplizio della fune", ovvero all'esterno del Bargello, per ricordare, con altrettanta pubblicità, la fine dell'antico e duro sistema penale, oggi. Una più serena visione storica e politica, che il passare del tempo ha permesso, ha suggerito all'Amministrazione Comunale di allocare la targa in un "posto d'onore", nel palazzo da sempre sede del governo cittadino.
La cessazione delle antiche barbarie e la volontà che abbiano termine quelle che, in tutto il mondo, non si sono ancora placate è stata ribadita dal rogo del patibolo e degli strumenti di tortura che si è consumato in piazza della Signoria in occasione della prima "Festa della Toscana" per volere dell'Amministrazione della città di Firenze che desidera riproporre, di anno in anno, nel giorno dedicato alla festa, delle iniziative, di vario genere, che coinvolgano, insieme agli studiosi, agli storici, ai politici della Toscana tutta e non solo, i cittadini di Firenze.
Con l'istituzione della Festa della Regione Toscana si vuole ricordare la grandiosità dell'atto di civiltà legislativa messo a punto da Pietro Leopoldo, per non cancellare dalla memoria di tutti l'origine del cammino lungo e tortuoso per la salvaguardia dei diritti dell'uomo che ha visto la Toscana e i suoi governanti del passato svolgere un ruolo da protagonisti e non da comprimari o, più semplicemente, da spettatori; un cammino che continua incessantemente come "La Carta dei diritti dell'Unione Europea" del 2000 ha sottolineato sentendo la necessità di ribadire, ancora oggi, il diritto di ogni uomo a non essere condannato a morte da altri uomini.
Una festa, quindi, istituita per riproporre un momento saliente della storia moderna e per aggregare i toscani attorno ad una data di grande significato civile, ricordandoli che per primi al mondo i loro antenati hanno visto abolita la pena di morte.
(Mario Luzi)
In considerazione del fatto che Lucca, nel 1786, come altri cinquanta comuni della regione Toscana attuale, non faceva parte del Granducato di Toscana, il Consiglio Comunale di Lucca votò a maggioranza, nel 2000, un atto con cui impegnava l'allora Sindaco Pietro Fazzi a non aderire alla festa regionale. La contestazione alla festa da parte del Consiglio Comunale di Lucca non stava nel mancato riconoscimento del grande valore delle riforme leopoldine, bensì nel non voler identificare il Granducato di Toscana e la dinastia lorenese quali unici padri storici della odierna regione. Per anni dunque, nella città di Lucca, la festa non è stata celebrata. Solo nel 2009 (O.D.G. 77668) il Consiglio Comunale di Lucca ha modificato la sua posizione e in seguito la festa si è tenuta nella città.